# プロピュライア

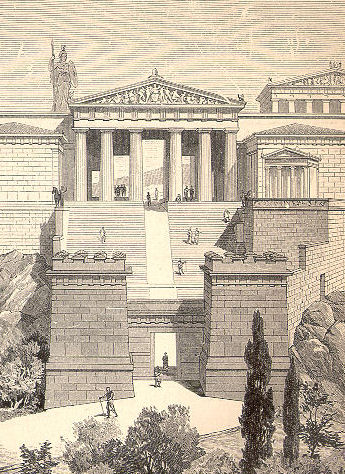
プロピュライアが完全であるときにどのように見えたかを描いた19世紀の絵

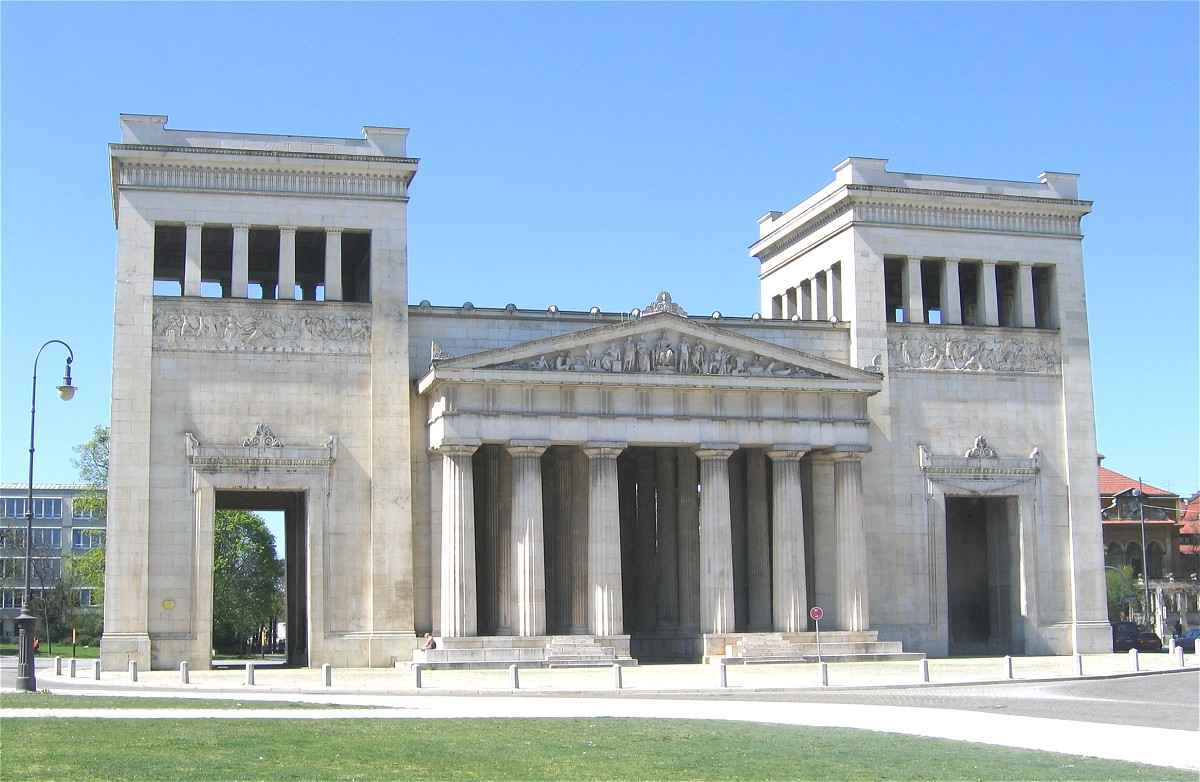
ミュンヘンのプロピュライア

プロピュライア（英:Propylaea、またはPropylea、またはPropylaia、古代ギリシア語: Προπύλαια）は、アテナイのアクロポリスへの入り口として機能した当初のプロピュライアに基づいた堂々とした入り口である。「プロピュライア」という言葉（propylaeumはラテン語）は接頭辞のpro（前という意味）とギリシア語のpylon（門）の複数形pylaionの合成語であり、文字通り門の前を意味するが、この言葉は単に「門となる建物」を意味するようになってきた。ベルリンのブランデンブルク門やミュンヘンのプロピュライアはアクロポリスのプロピュライア中央部を具体的に写したものである。

## プロピュライアの構成
アクロポリスの堂々とした入り口であるプロピュライアはアテネの指導者ペリクレスの一般的指示で建設されたが、フィディアスがペルシア戦争が終わった時にアクロポリス全体として再建する計画を立てるよう任された。建物は建築家ムネシクルスによって設計された。建設は紀元前437年に始まり、建物がまだ完成していない同432年に中断された。
プロピュライアは白いペンテリック大理石と、アクセントを与えるだけのために使われた灰色のエルージニアン大理石すなわち石灰石で造られた。構造用の鉄材も使われたが、建築史家ウィリアム・ベル・ディンスムアは構造を解析して、鉄は建物を弱めたという結論を出した。その構造は中央の建物の西外側に2つの隣接する翼があり、1つは北に1つは南にある。中核となるのは中央の建物であり、標準的な6本の柱に支えられたドーリア式ファサード（正面）がアクロポリスに入る西面と出口の東面にある。柱はパルテノン神殿の柱のプロポーション（サイズではない）を真似てある。
中央建物には通り道の約3分の2の大きさの門壁がある。壁には5つの門があり、1つは中央通路のためであり、舗装され地面と同じ高さにある。両側の2つずつの門は建物の東ポーチ（ベランダ）と同じ高さにあり、西ポーチより5段高い。中央通路は聖なる道の頂点であり、エレウシスからアクロポリスに導くものだった。
アクロポリスに入るためにはプロピュライアで制御された。防御構造として建設されてはいないが、儀式上清浄ではない人々が聖域に近付くことを否定することが重要だった。さらに、逃亡奴隷やその他の異端者は、神の保護があると主張できない聖域に入ることを認められなかった。国の財宝もアクロポリスに保管されており、その安全保障を重要にしていた。
門壁と建物の東側内部は西側よりも5段高い位置にあり、中央建物の屋根が同じ高さまで上がっていた。中央建物東部の天井は古代では有名であり、ポウサニアス（建物完成後約600年）によって、「...今日まで他の追随を許さない」と言われてきた。それは天井格間の形に彫り込まれ、青で塗装され金の星を付けられた大理石ブロックでできている。
中央建物左右の翼は中央建物西側と同じ面に建っているが、平面だけでなくその規模もかなり小さい。中央建物と同様、翼もドーリア式柱列とドーリア式エンタブラチュア（水兵部位）を使っている。しかし、中央建物は西のドーリア式柱列と門壁の間の中央通路の両側にイオニア式柱列も使っている。このためにこの建物はドーリア式とイオニア式の柱列を同時に見られるものとして我々の知る最初のものとなっている。また単純な矩形や円形のものよりも複雑なものとして古代で最初の記念碑的建築物になってもいる。
北の翼（アクロポリスに入って左）は重要なギリシアの戦闘を描いた絵がある場所として有名である。ポウサニアスのその存在を記録しているが、この部屋がそれらを収めるよう計画されたと信じる学者は少ない。ジョン・トラブロスに導かれる最近の学派は北翼が儀式の食事用部屋だったと解釈している。その証拠は中心を外れた入り口とアクロポリスの玄関に近い位置である。
南翼はかなり小さいが、明らかに対照的に見えるように設計された。アテナ・ニケ神殿への接近路としてだけ機能したように見える。

## 歴史
紀元前6世紀の僭主ペイシストラトスがアテナイを統治していたころ、アクロポリスがアテーナーに捧げる聖地とされこの地に初代の門（プロピュライア）が造られた。その後、同じ位置にBC510年からBC480年頃に造られた門は、BC480年にペルシア戦争により破壊された。その後、現存する門（プロピュライア）が計画されることとなる。
プロピュライア東側にはアクロポリスに面して2つの翼が計画されていた。この両翼の準備がされたことは、中央建物の東端と側面の壁を見れば明らかだが、その翼のために必要とされる古い防御壁の取り壊しが行われなかったので、建設過程の初期に南翼の計画は放棄されたように思われる。
プロピュライアの右、さらに西に、そのために準備され嵩上げされた稜堡の上にアテナ・ニケ神殿が建った。紀元前431年、アテネとスパルタの間のペロポネソス戦争が勃発した結果、プロピュライアが完成することは無かった。東翼が失われただけでなく、壁表面は最終形状まで整えられることはなく、多くのブロックにいわゆる「突起」が残っている（「突起」は長い間そのように呼ばれてきたが、現在は他の目的があったと認識されている。ただしその目的については合意されていない）。
プロピュライアはギリシア、ローマ帝国およびビザンチン帝国時代を通じて無傷で残った。ラテン帝国（1204年-1261年）の時に、1204年から1311年までアテネ公の爵位を持ったド・ラロッシュ家の宮殿となった。1656年の火薬庫の爆発によって大きな損傷を受けた。オスマン帝国時代、南翼に立てられたフランスの塔は1874年に倒された。
1984年以来タソス・タノーラス博士の指示で、現在プロピュライアは部分的に補修されている。また毎年この地域を訪れる数多くの観光客にはアクロポリスへの主玄関として機能している。アテネオリンピック (2004年)の前に、プロピュライアの補修工事が行われる間、足場が組まれた。

## 現地へのアクセス
アテナイのアクロポリス（入場有料）内にある
- アテネ地下鉄 モナスティラキ駅 から南へ約800m
- アテネ地下鉄2号線 アクロポリ駅 から西へ約900m